# Saggezza

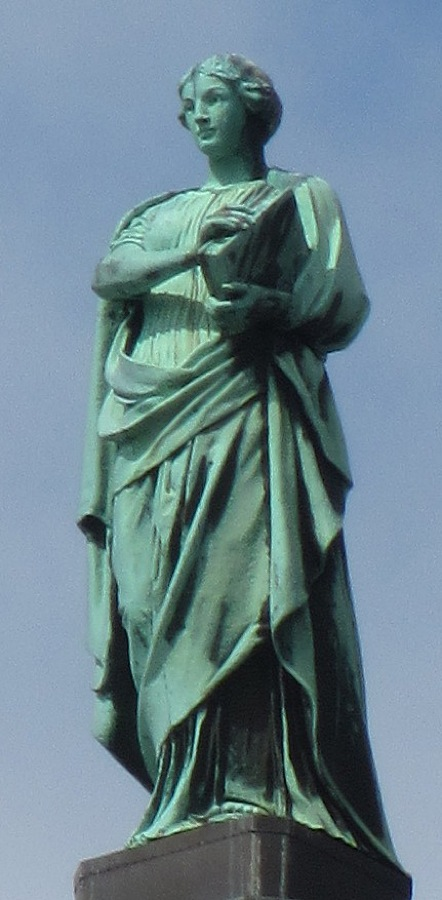
Statua: Saggezza & Sapienza; Johann Halbig - 1864; Monaco, Germania.

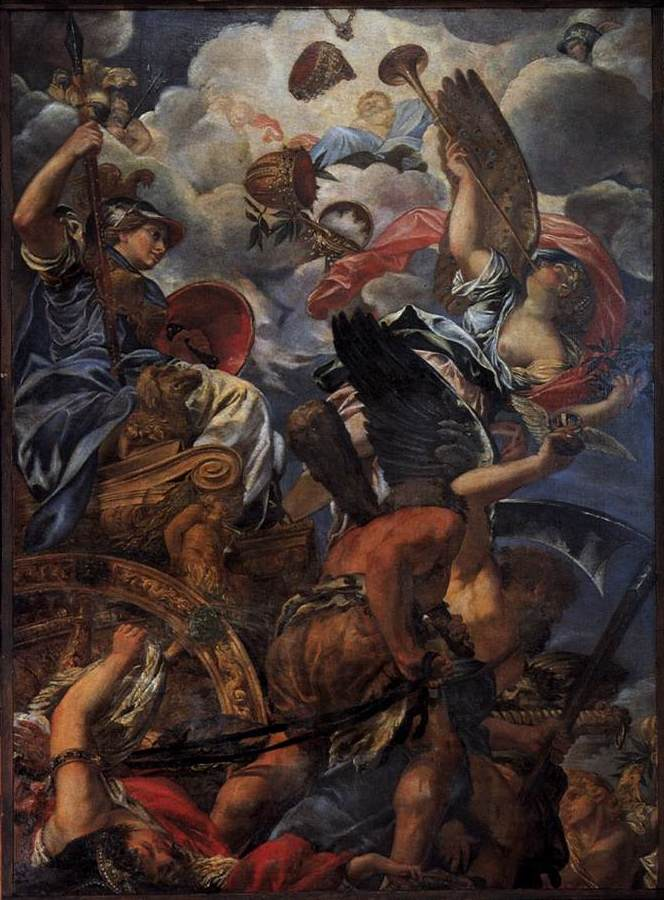
Dipinto: Il Trionfo della Saggezza; Filippo Gherardi - 1671; Basilica di San Giorgio Maggiore, Venezia, Italia.

La saggezza è una particolare connotazione o capacità propria di chi è in grado di valutare in modo corretto, prudente ed equilibrato le varie scelte e opportunità della vita, optando di volta in volta, innanzi alle varie perplessità, per quella che si riconosce essere quella più proficua secondo la conoscenza, alla luce della ragione e dell'esperienza, e comunque in aderenza alla morale e all'etica vigenti possibilmente in ogni tempo e in ogni luogo.

## Etimologia
Gli antichi greci indicavano la Saggezza e la Temperanza con i termini Phronesis e Sophrosyne. Il lemma σωφροσύνη (Sophrosyne) ha la sua radice nel verbo greco antico σώζω (sozo) che indica il verbo salvare, e nel sostantivo femminile φρήν (fren) che indica per estensione l'anima intesa come sede della mente; ne deriva quindi che il termine sophrosyne è da ritenersi che indichi la saggezza intesa come ricerca della salvezza della mente, dello spirito, dell'intelletto e della ragione.
Il significato del lemma, nel corso della storia, ha subito dalla sua origine diverse e molteplici attribuzioni dalle diverse culture e dalle diverse tradizioni delle società che si sono via via succedute nel corso del tempo. In taluni tempi è stata persino associata, dal sentire comune delle genti, all'idea di arretratezza e di immobilità e persino ad una perdita di capacità di vivere ed assaporare la vita.

## Significato
A oggi il significato del lemma indica più propriamente il possesso di una sapienza che deriva dall’esperienza diretta e che è possibile ripercuotere sulle attività più propriamente pratica in ragione di una acquisita capacità di seguire primariamente la ragione utile per condurre con assennatezza, avvedutezza, e buonsenso, secondo criteri razionali e di discernimento, capaci di esprimere equilibrio, giudizio, e ponderazione, che possano guidare l'esistenza e l’agire, in un'ottica di valutazione e consapevolezza, in cui il pensare è strumento primario su ogni cosa e la riflessione avviene secondo percezioni e comportamenti volti alla prudenza, alla moderazione, per determinare quanto sia più proficuo.

## La saggezza per l'etica
La saggezza, considerata quale virtù costitutiva per l'etica, consiste nel riconoscere la differenza tra ciò che è giusto e ciò che è non-giusto, mentre dal punto di vista della morale permette di discriminare quelle azioni che sono rivolte al bene e non al male.'
(Diogene di Sinope, in Diogene Larzio, Vite dei filosofi, VI, 64)
Riconoscere ciò che è saggio vuol dire quindi riconoscere le conseguenze di ciò che è stolto o addirittura folle: "follia" è il termine filosofico opposto a "saggezza".
(Nietzsche, Così parlò Zarathustra, Parte Quarta e ultima, La sanguisuga)
Come ogni decisione, una decisione saggia va presa anche quando le informazioni a disposizione sono incomplete. Pertanto, per poter agire saggiamente, bisogna essere capaci di intravedere al meglio gli scenari futuri prospettati dalle conseguenze di una certa azione, di desiderare il meglio per i più (anche a scapito del proprio personale interesse) e di agire in maniera consequenziale.

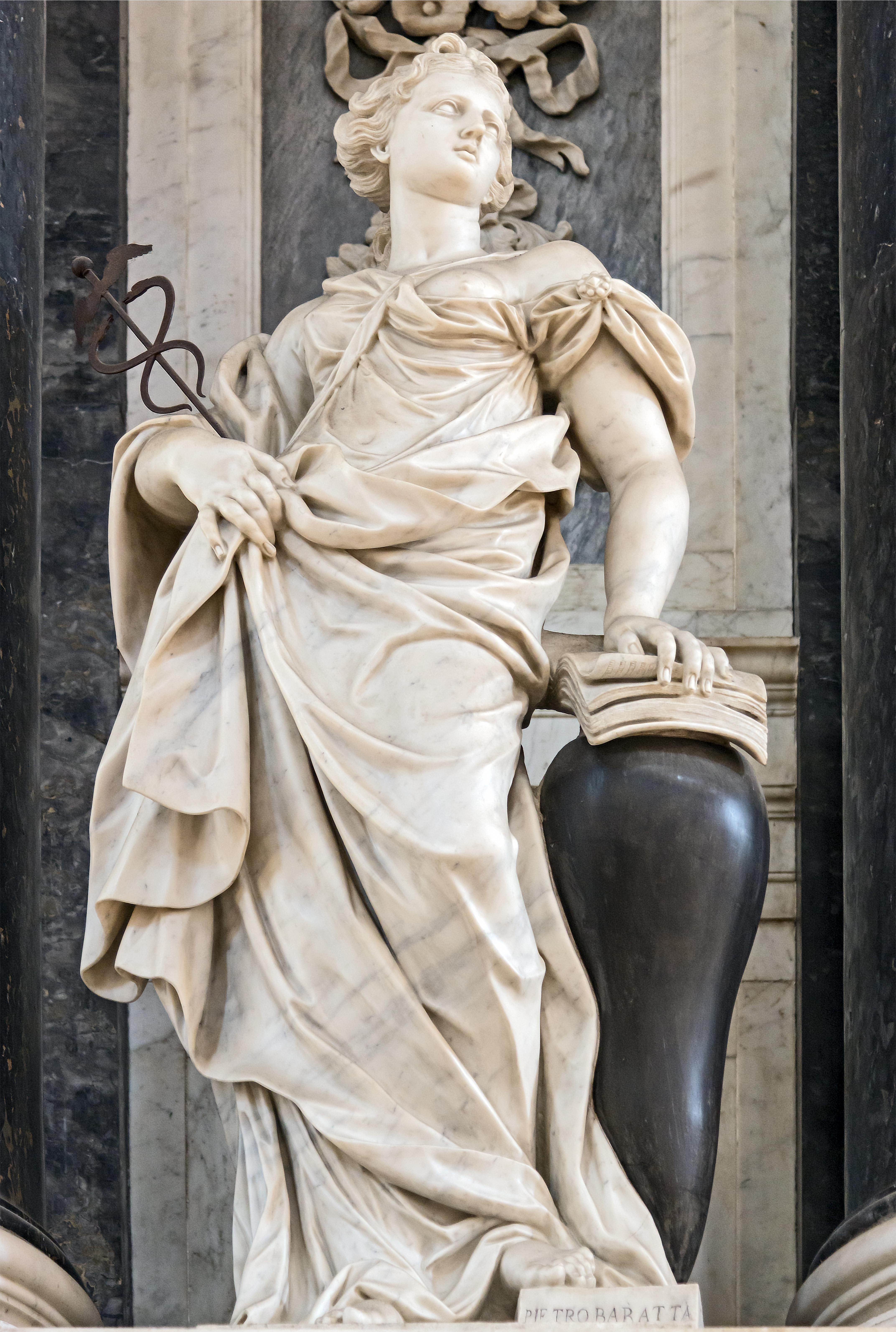
La Statua della Saggezza di Pietro Baratta a San Zanipolo, Venezia.

Una definizione filosofica dice che la saggezza è: "In generale, la disciplina razionale delle faccende umane: cioè il comportamento razionale in ogni campo o la virtù che determina ciò che è bene o male per l'uomo".
(Arthur Schopenhauer Parerga e paralipomena; Capitolo "Aforismi sulla saggezza della vita")

## La saggezza per la società
(Orazio, Satire, Libro II, 7)
Le azioni e le intuizioni che sono considerate dai più come sagge tendono a:

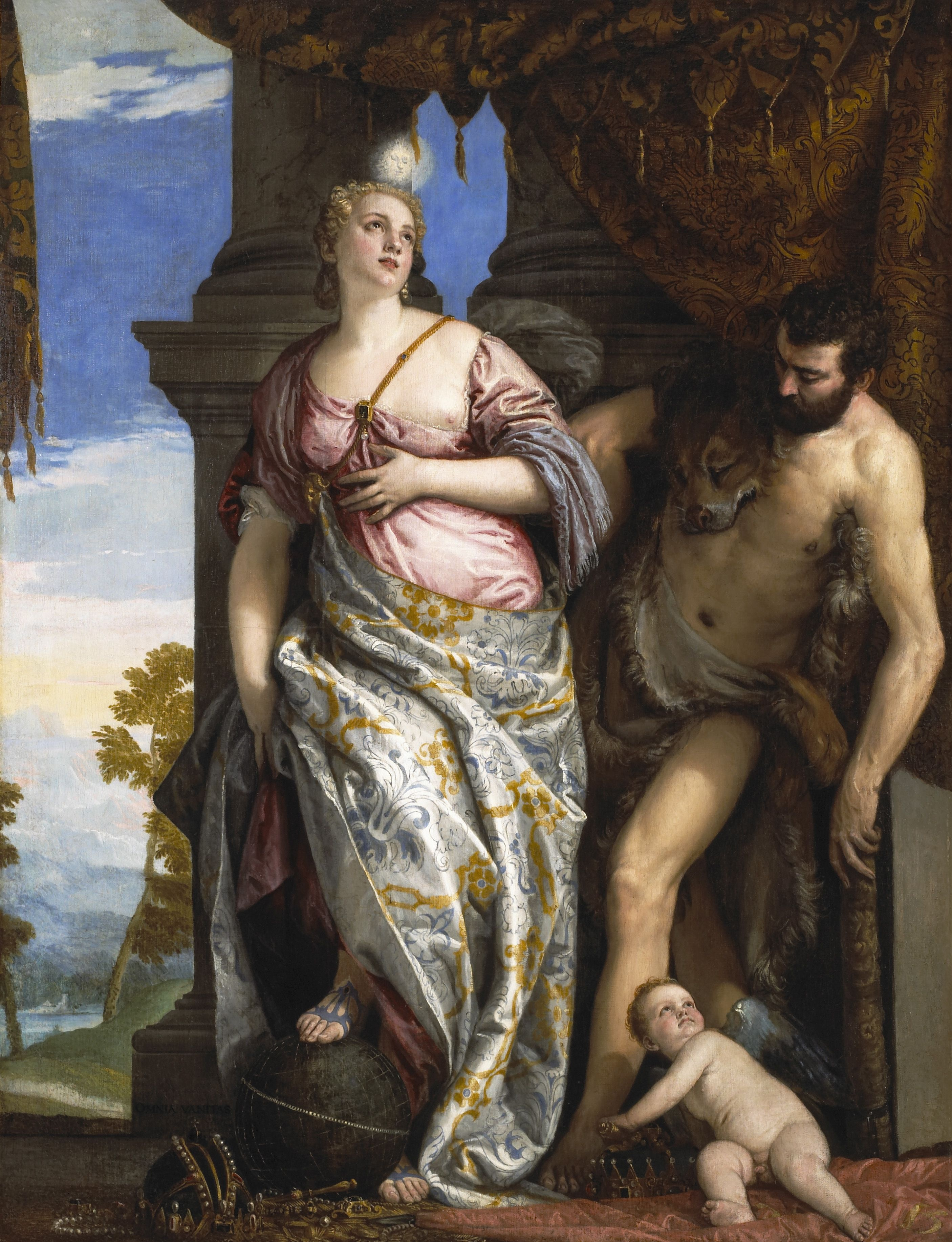
Paolo Veronese: Allegoria della Saggezza e della Forza nel dualismo virtù e vizio (c. 1580). Originariamente dipinta per Rodolfo II del Sacro Romano Impero, è oggi parte della Frick Collection Museum di New York - Stati Uniti.

- innalzarsi al di sopra di un singolo punto di vista, aspirando a un modo di essere che sia compatibile con più di un sistema etico;
- aver cura della vita, del bene pubblico e degli altri valori impersonali, senza anteporre loro il proprio ristretto interesse personale;
- avere una solida conoscenza dell'esperienza del passato (senza per questo essere incapaci di svincolarsene), ed essere al contempo in grado di anticipare le probabili conseguenze future di certe azioni;
- non prestare ascolto solo alla voce dell'intelligenza, ma anche a quella dell'intuizione, del sentimento, dello spirito, ecc.[senza fonte]

(William Shakespeare, Come vi piace, Atto V, scena 1)

## La saggezza per la tradizione
Tradizionalmente, la saggezza è collegata alla virtù. È tautologico affermare che chi è saggio sia anche virtuoso. Le virtù più spesso associate alla saggezza, in antichità erano quelle della condotta dell'essere perfetto; attualmente sono spesso associate, per aderenza alla filosofia cristiana, all'umiltà, alla compassione, alla temperanza, e alla carità, intesa come capacità di amare senza distinzioni o pregiudizi; e inoltre alla tolleranza e alla mancanza di presunzione e prevaricazione.
Tradizionalmente la saggezza è vista quale sinonimo di ponderazione e oculatezza.
In nessun caso però la saggezza può essere valutata in termini di consenso popolare. Altresì la saggezza popolare si esprime spesso in forma di proverbi e di locuzioni tradizionali e spesso molto antiche.
L'opinione popolare attribuisce numerose volte la dote della saggezza alle persone più anziane e più colte, in virtù della loro sapienza, prudenza e maggiore esperienza di vita.

## La saggezza per il senso comune
Alcuni sostengono che il più universale (e il più utile) significato del lemma saggezza sia quello di essere in grado di vivere stando bene insieme con gli altri.
(Epicuro, Massime capitali, 27)
In questa prospettiva, il saggio è colui che è in grado di mostrare agli altri la pochezza delle cose del mondo e l'intrinseca interconnessione di ogni cosa a ogni altra.
(Denis Diderot, Œuvres de Denis Diderot: Dictionnaire encyclopédique, tomo V, articolo "Leibnitzianisme")
Spesso la saggezza è ritenuta associabile non solo all'esperienza, ma anche all'educazione e alla formazione, ovvero alla sapienza. La sapienza (dal latino sapientia, derivato di sapiens -entis «sapiente, saggio») traduce il termine greco σοφία (sofia) con il significato filosofico di possesso teorico di approfondita scienza e capacità morale di saggezza (φρόνησις, phronesis)

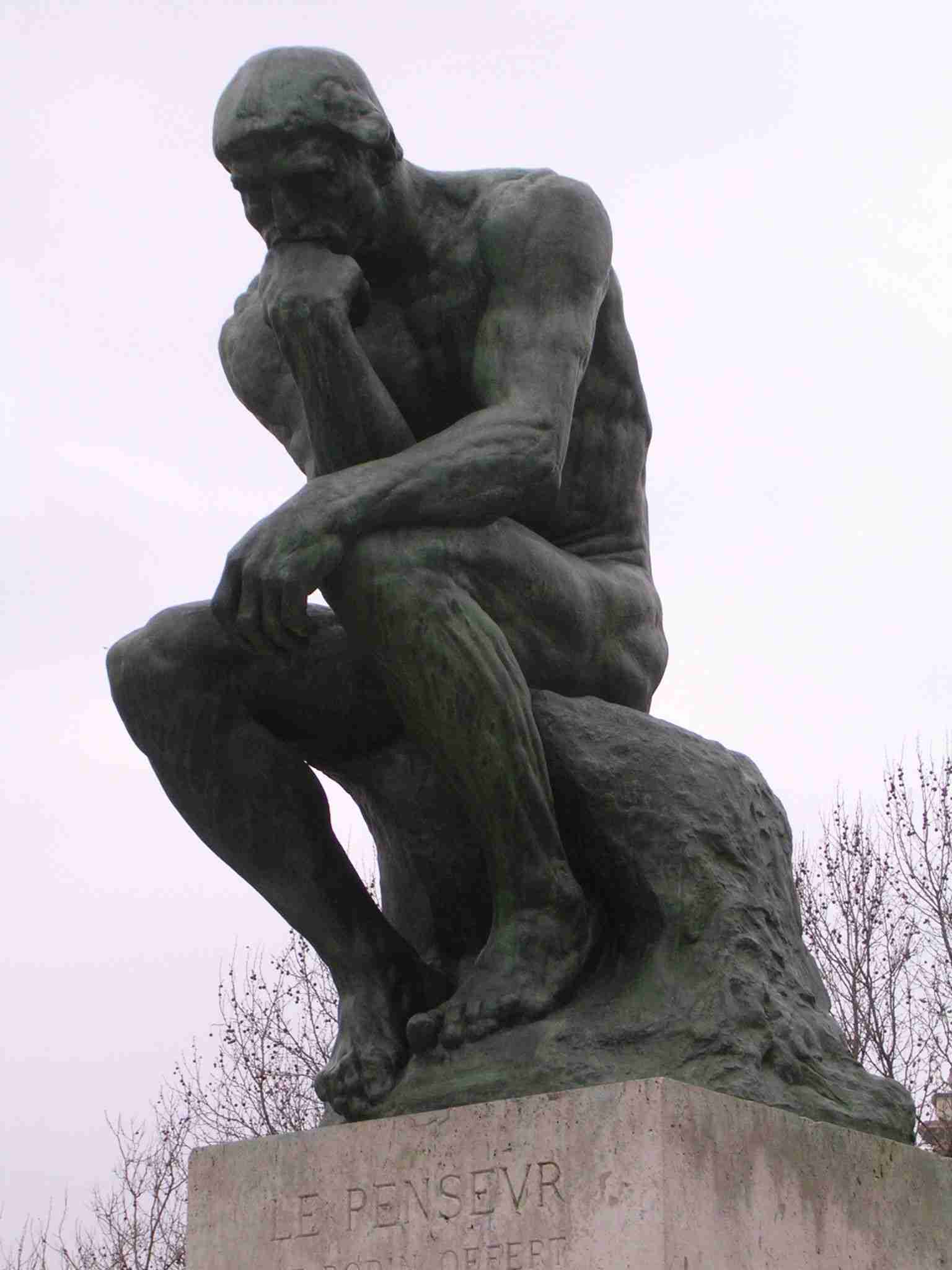
Il Pensatore - Celebre statua di Auguste Rodin - Museo Rodin, Parigi Francia.

La distinzione tra saggezza e sapienza viene definita chiaramente con Aristotele per il quale:
- la saggezza è «una disposizione vera, accompagnata da ragionamento, che dirige l'agire e concerne le cose che per l'uomo sono buone e cattive»[17];
- la scienza come «scienza delle realtà che sono più degne di pregio, coronata dall'intelligenza dei supremi principi»[18].

## La saggezza per la scienza
La saggezza è definibile quindi come la combinazione di esperienza, conoscenza e sano giudizio secondo il senso comune. È per attribuzione del gruppo sociale, che si acquisisce l'epiteto di "saggio". Questa virtù consiste nella capacità di seguire la ragione nelle proprie condotte di vita sociale e di agire secondo criteri di prudenza e giusto equilibrio. Non si deve confondere la saggezza con la conoscenza che ne è tuttavia una delle tre basi. La saggezza non nasce dallo studio, ma nasce da una mente che vede attraverso la conoscenza e l'esperienza, non necessariamente vissuta ma comunque fatta propria; e non nasce dalla concentrazione, bensì dalla consapevolezza.
(Albert Einstein. The Human Side: New Glimpses from His Archives, (1979), p. 44)

## La saggezza per la morale
La saggezza riguarda pertanto il comportamento morale, l'economia e la politica, la sapienza è «la più perfetta delle scienze» poiché ha per oggetto realtà metafisiche e quindi immutabili come gli astri e il primo motore e rappresenta quindi la «filosofia prima» che indaga le prime cause e i principi, mentre la saggezza, riguardando l'uomo, imperfetto e mutevole, non è una scienza suprema.
Colloquialmente, si considera la saggezza come una progressiva qualità che sopraggiunge semplicemente con l'avanzare dell'età.
(Benjamin Franklin)

## La saggezza per i filosofi

### Eraclito (535-475 a.C.)

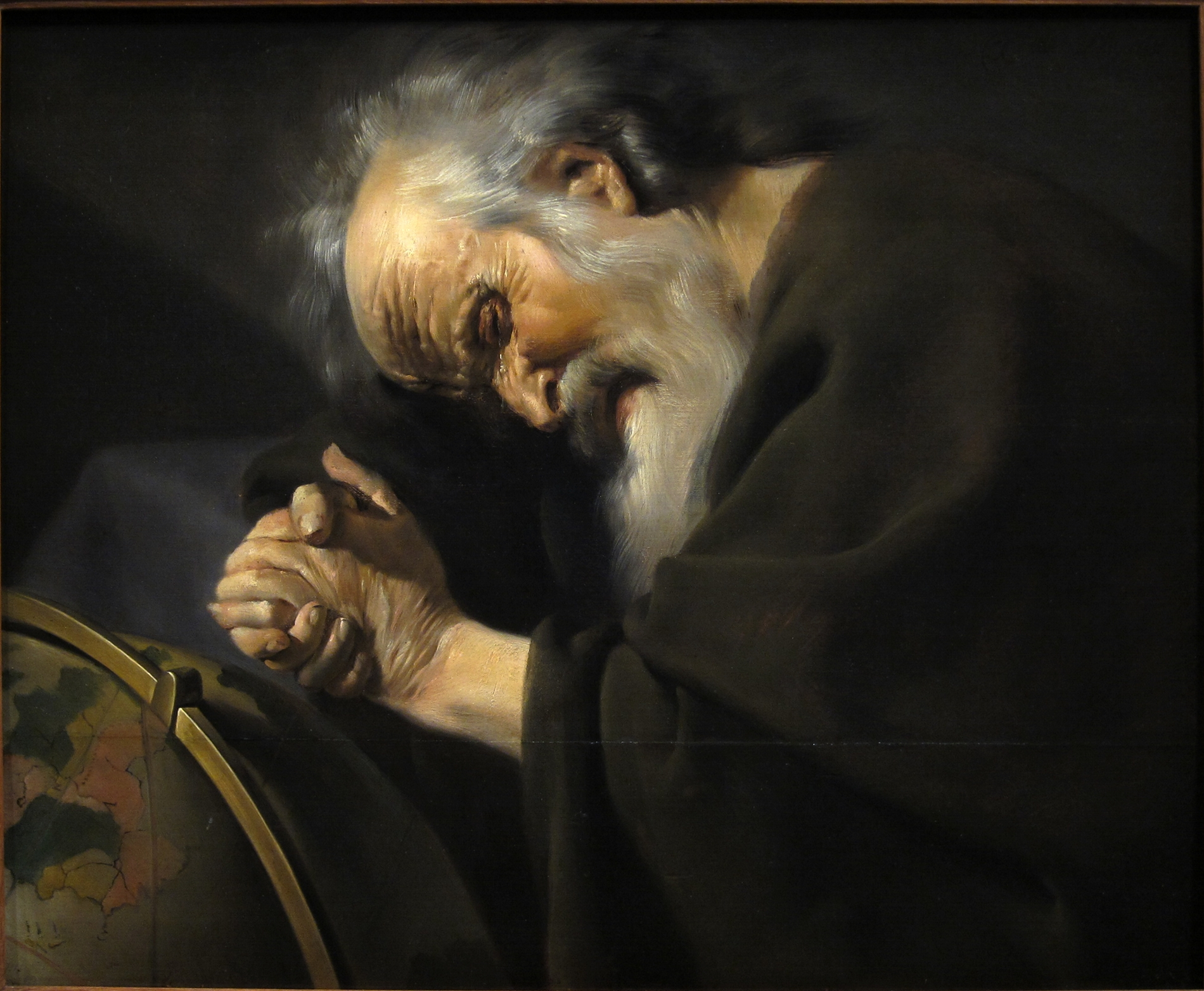
Eraclito in un dipinto di Johannes Moreelse.

Per Eraclito il logos è rivolto a tutti ma non è per tutti, poiché non tutti sanno e non tutti vogliono sapere e neppure ascoltarlo. Per i tanti è difficile, se non impossibile, rivolgere lo sguardo al principio universale, poiché essi si fermano alle sole proprie opinioni, disdegnando il dialogo e la riflessione, e questo li allontana dalla verità. La filosofia si determina quindi come l'unica base di contatto comunicativo e dialogo per la ricerca, e il filosofo è colui che segue la via della verità, cosa che solo in pochi sono in grado di fare, secondo la visione certamente elitaria di Eraclito: "ma pur essendo questo logos comune, la maggior parte degli uomini vivono come se avessero una loro propria e particolare saggezza", senza capire qual è la verità. Chi tuttavia intraprende questa via, sarà il migliore.

### Socrate (470-399 a.C.)

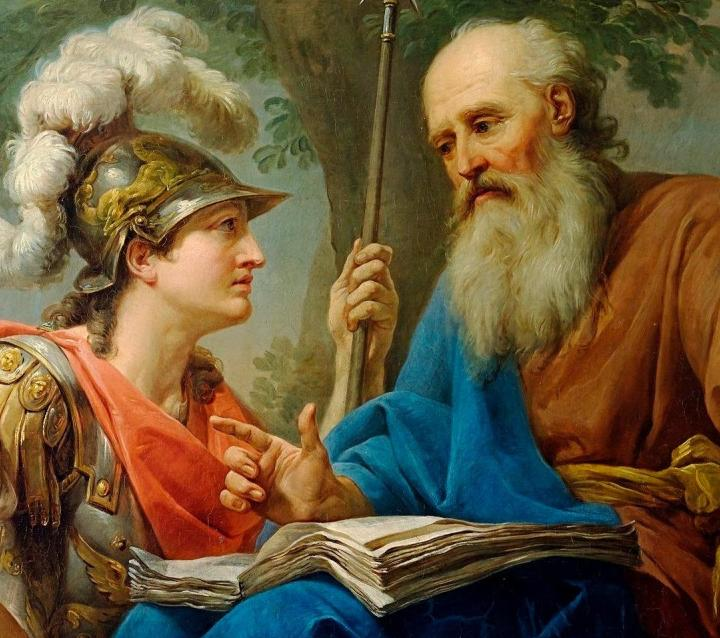
Socrate che istruisce Alcibiade, opera di Marcello Bacciarelli (1776).

Socrate, definito dalla Pizia «il più saggio» tra gli uomini, scopre che la saggezza consiste nel «sapere di non sapere». Alla concezione della saggezza dei suoi contemporanei, insieme con le altre virtù, egli applica il metodo della maieutica per mettere in luce le contraddizioni nel loro pensiero. Non accontentandosi di un mero elenco di casi da costoro additati quali esempi di saggezza, Socrate cercava di definire che cos'è la saggezza in sé stessa.

### Democrito (460-370 a.C.)
Per Democrito, se si vuole raggiungere un nuovo orizzonte etico occorre rifuggire dal concetto di polis, in quanto l'individuo deve rifuggire l'impegno politico pieno a vantaggio della sua identità che gli consenta di vivere così in una più piena tranquillità d'animo; unico modo per porsi in etica con la sua azione che ha per obiettivo quello della ricerca di una condotta che ha per fine ultimo il raggiungimento della saggezza, ovvero una forma stabile di equilibrio, di moderazione, e di controllo dei propri atti. In ciò consiste la felicità che non deriva dal potere o dalla ricchezza, ma dal posizionamento dell'anima da cui dipende, in fondo, la sorte.

### Platone (428-347 a.C.)
Per Platone vale l'idea che la saggezza sia essenzialmente temperanza (sophrosyne).
Il Carmide che è uno dei dialoghi giovanili di Platone più ricchi e più interessanti, con pagine di straordinaria profondità e attualità dimostra che il corpo umano stesso è solo una "parte", in quanto l'intero dell'uomo è insieme corpo e anima. Per liberarsi dai mali, bisogna innanzitutto curare la propria anima in modo che domini il corpo, ossia occorre raggiungere un adeguato auto-dominio, la temperanza, perché solo così si può acquistare la vera salute.

### Diogene (412-323 a.C.)

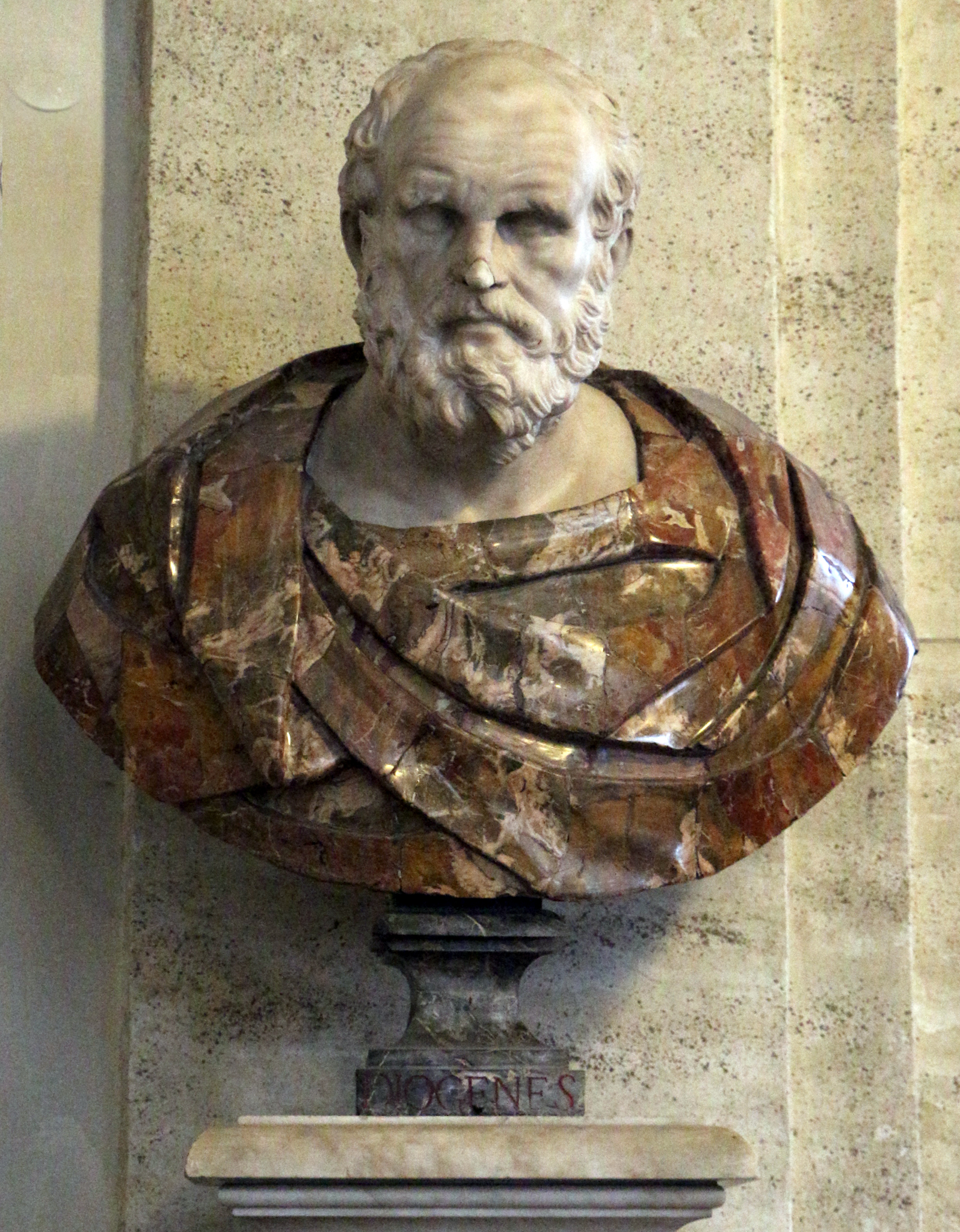
Diogene (412-323 a.C.), Filosofo greco antico - Palazzo Doria Pamphili; Roma.

Per Diogene la saggezza consisteva in un atteggiamento naturale e pubblico, volto a dimostrare con l'esempio che la saggezza e la felicità appartengono all'uomo indipendentemente dalla società in cui vive. Egli aveva scelto di comportarsi, dunque, come "critico" pubblico: la sua missione era quella di dimostrare ai Greci che la civiltà è di per sé auto-regressiva. Diogene si fece beffe non solo della famiglia e dell'ordine politico e sociale, ma anche delle idee sulla proprietà e sulla buona reputazione. La tradizione vuole che una volta uscì con la lanterna di giorno, e, alla domanda su che cosa stesse facendo, rispose: "Cerco l'uomo!". Diogene cercava qualcuno che avesse le qualità e le virtù dell'uomo naturale, ossia dell'uomo che vive secondo la sua più autentica natura, al di là di tutte le esteriorità, le convenzioni o le regole imposte dalla società, al di sopra dei retaggi della gente, e al di là della sorte e della fortuna, poiché solo chi vive secondo genuina natura, può divenire felice.

### Aristotele (384-322 a.C.)
Per Aristotele la saggezza va distinta dalla sapienza, pur appartenendo entrambe al novero delle virtù dianoetiche, cioè relative alla ragione vera e propria, non attribuibili dunque all'ethos, ossia al carattere o alla consuetudine. Egli stabilisce che la saggezza, da lui intesa più che altro come prudenza, è semmai la via per raggiungere la sapienza, la quale conduce alla felicità. La saggezza è una virtù calcolativa, che non presiede alla sapienza fine a sé stessa, propria invece dell'intelletto, bensì alla capacità «tecnica» o arte di sapersi destreggiare, e dunque è propria di colui che opera virtuosamente, anche non essendo filosofo.
(Aristotele, Etica Nicomachea, VI, 13)

### Seneca (4 a.C.-65 d.C.)
Per Seneca, il saggio (sapiens), è caratterizzato da due elementi: la costanza e l'imperturbabilità, rispondenti all'ideale stoico.
Per il filosofo romano bisogna perseverare e rinvigorire il nostro spirito con una assidua applicazione, finché la tendenza al bene diventi saggezza. Per il suo ideale Il saggio in ogni cosa guarda al proposito, non all'esito; cominciare dipende da noi, del risultato, invece, decide la sorte e io non le riconosco il diritto di giudicarmi.
Seneca ricerca la condizione della beatitudine, quella così profonda che non si può nemmeno esprimere a parole, che si può solo sperimentare: un attimo che racchiude l’eterno e l’infinito. È la felicità il tema del De vita beata, un mirabile vademecum del pensiero di Seneca. In questo dialogo, dedicato al fratello Anneo Novato, il filosofo latino mostra che solo mediante la saggezza si può raggiungerla. Distaccandosi dalle passioni terrene, il saggio diventa imperturbabile, al punto da non temere neanche la morte. Certo, è una strada difficile e piena di ostacoli, ma non impraticabile. Perché non nel piacere, che è meschino, servile, debole e caduco, ma è nella virtù che risiede la sola, vera felicità.
(Seneca, La provvidenza, 2,1)

### Marco Aurelio (121-180)
Marco Aurelio è stato imperatore romano e un filosofo stoico, da molti considerato il suo ultimo grande esponente.
Scrisse, tra il 170 d.C. e il 180 d.C., una serie di pensieri, poco più che appunti, che furono rivolti a sé stesso, probabilmente come esercizio di riflessione e di auto-miglioramento, e non è certo che avesse intenzione di renderli pubblici.
Gli scritti sono considerati tutt'oggi uno dei maggiori capolavori letterari e filosofici di tutti i tempi.
Il Pensiero di Marco Aurelio lo resero, per l'opinione romana, un imperatore saggio, che con logica stoica si calava pienamente e stabilmente nel suo mondo interiore.
Alcuni suoi pensieri sono certamente ancora più che mai attuali e incisivi.
Pensa quanto tempo hai sprecato rinviando continuamente la realizzazione di ciò che ti eri proposto di fare e quante volte non hai approfittato delle nuove possibilità che ti concedevano gli Dei. È ora che tu comprenda, finalmente, cosa sia questo Universo a cui appartieni, quale sia l'Entità che lo governa e di cui costituisci una emanazione; che hai un limite di tempo prestabilito che se ne andrà in fumo se non lo avrai utilizzato per conquistarti la serenità, che pure tu andrai perduto e senza alcuna possibilità di ritorno.»
(Marco Aurelio, Pensieri, II, 4)
(Marco Aurelio, Pensieri, IV, 49)

### Tommaso d'Aquino (1225-1274)
Per Tommaso d'Aquino che rappresenta uno dei principali pilastri teologici e filosofici della Chiesa cattolica, ed è ritenuto anche il punto di raccordo fra la cristianità e la filosofia classica, la sapienza è definita come somma delle virtù conoscitive che attraverso la grazia viene donata da Dio agli uomini che possono così conoscere quelle verità alle quali prima potevano accostarsi soltanto per fede.
Tommaso d'Aquino si rifà pertanto alla definizione di Aristotele posta in seno alla corrente filosofica della Scolastica. Per essa la conoscenza è, quindi, un processo progressivo di adeguamento dell'anima o dell'intelletto e della cosa, secondo una formula che dà ragione dell'aristotelismo di Tommaso d'Aquino e del suo concetto posto quale base per il raggiungimento ultimo della saggezza.
(Tommaso d'Aquino)

### Cartesio (1596-1650)
Per Cartesio la saggezza è una delle espressioni della coscienza capace di trovare il giusto sentiero del bene mediante la ragione. Nella sua ultima opera: Le passioni dell'anima, si affronta il tema delle passioni, che egli distingue dalle azioni che dipendono invece solo dalla volontà. Le passioni sono atti involontari, istintivi, ancestrali, originati dai sensi e dalle emozioni; sono utili poiché stimolano l'anima a ricercare ciò che è utile per il corpo, ma che al contempo allontanano l'essere dalla riflessione, dal cogito e allontanano dalla ragione, poiché fanno apparire la realtà diversa da come invero essa è. L'uomo deve quindi sempre farsi guidare dalla sua ratio, strumento unico e ultimo mediante il quale raggiunge la sua saggezza purché agisca esclusivamente in seno al triangolo scienza, coscienza e conoscenza.
Il razionalismo cartesiano si esplica nel tentativo di inquadrare ogni logica in seno a interpretazioni matematiche pur nella consapevolezza che la stessa mente, ovvero il pensiero umano è limitato a quanto i sensi possano avvertire. Conseguentemente il senso, ovvero la percezione stessa dell'esistenza, è data dal solo fatto che si possa pensare. Ne consegue, alla luce delle sue meditazioni metafisiche, che Il dubbio è l'origine della sapienza
(Cartesio, Discorso sul metodo; 1637)

### Voltaire (1694-1778)
Per Voltaire la saggezza è raggiungibile con un razionalismo illuminato che deve agire e prescindere da ogni genere di utopie e attenersi a quelle linee filosofiche che coltivino il concetto di una scienza concepita su base sperimentale, intesa come determinazione delle leggi dei fenomeni, e il concetto di una filosofia, intesa come analisi e critica dell'esperienza umana nei vari campi.

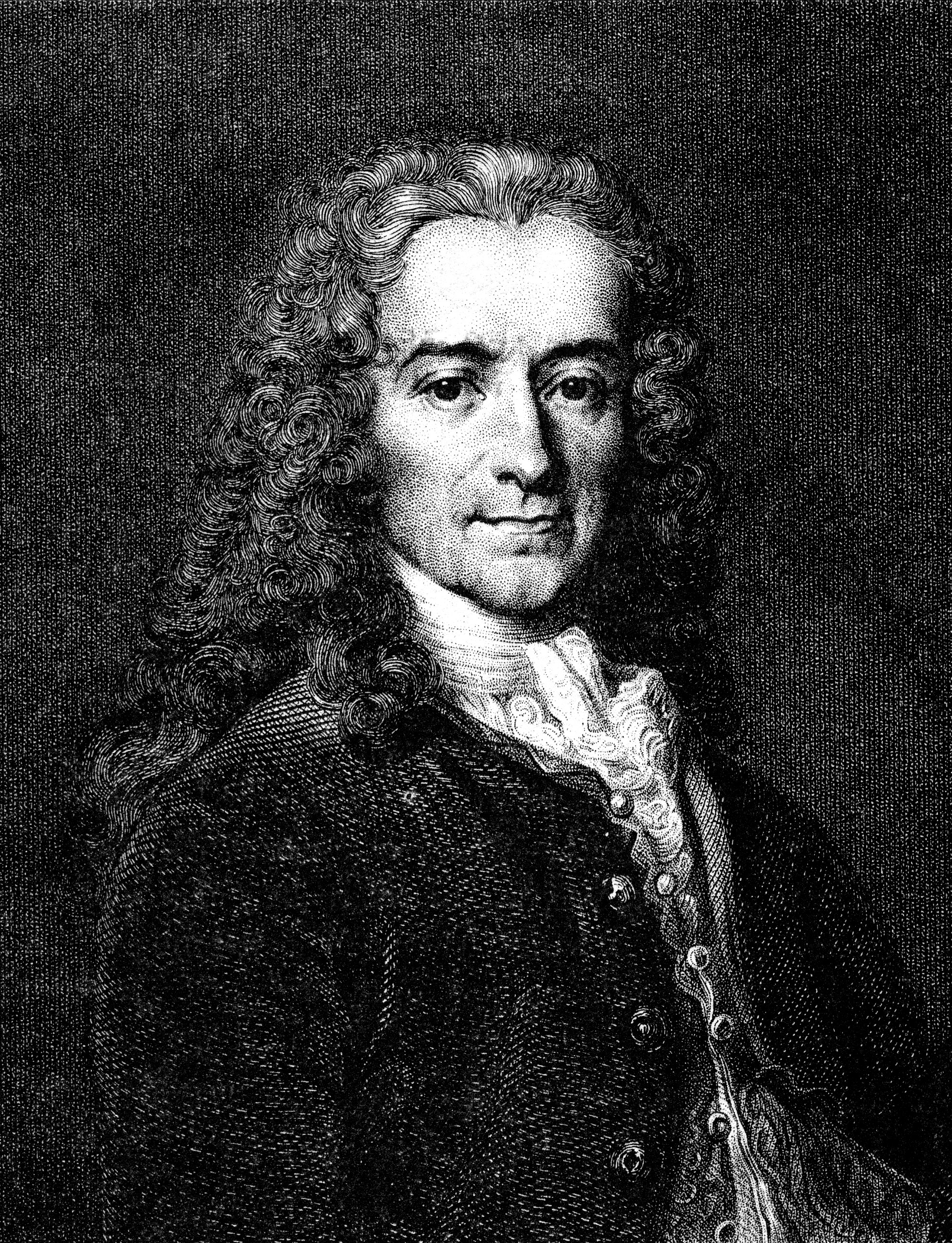
Voltaire (1694-1778); filosofo, scrittore, saggista francese.

Per Voltaire il male del mondo era nello stesso tempo ineluttabile ed emendabile: come nella migliore tradizione razionalistica, il male si definiva in termini di mancanza di bon sens e di conoscenza. La saggezza che Voltaire perseguiva era quella degli Oraziani, i quali contemplavano il mondo e la storia entrambi mossi dal contributo anche del male. Il suo pensiero era opposto a quello di Rousseau del buon selvaggio che gli appariva come una favola non dissimile da quelle predicate dai preti di ogni religione, quindi irreale e oscurantista.

### Kant (1724-1804)
Per Immanuel Kant, illuminista e anticipatore degli elementi fondanti della filosofia idealistica e della modernità la saggezza detiene pur sempre quell'aspetto dogmatico metafisico tradizionale ma deriva dai caratteri di una ricerca critica sulle condizioni del conoscere. Infatti l'obiettivo principale del suo pensiero e della sua ricerca è quello di identificare le condizioni entro le quali una conoscenza acquisita possa essere ritenuta valida sia nel campo delle nuove scienze della natura sia in quelle tradizionali della metafisica, dell'etica, della religione e dell'estetica. Con Kant la filosofia perde l'aspetto dogmatico metafisico tradizionale e assume i caratteri di una ricerca critica sulle condizioni del conoscere. Non si è più nell'ambito contemplativo dell'esistente, ma nella sfera della ragion pura e quindi fautore del pensiero moderno attuale, e da qui la concezione che la saggezza non è più frutto di un dono, ma della sola volontà critica del pensiero umano.
(Immanuel Kant Critica della ragion pura, Dottrina trascendentale del metodo, A805, B833.)

### Russell (1872-1970)
Per Bertrand Russell la riflessione epistemologica si basa pur sempre sulla realtà sensoriale che alla luce della sua teoria delle descrizioni rileva che l'uomo potrà conoscere solo i dati sensoriali propri: percezioni razionaliste ma pur sempre momentanee e comunque soggettive per colori, odori e suoni, ecc., e che ogni altra cosa, compresi gli stessi oggetti fisici a cui vengono riferite le nostre percezioni sensoriali, non potranno quindi essere mai conosciute direttamente nel loro vero.
Spesso si ritiene il pensiero di Russell profetico della vita creativa e razionale contemporanea e al tempo stesso prossimo e continuatore delle correnti filosofiche del razionalismo, dell'antiteismo e del neopositivismo.
Le speculazioni possibili sull'atteggiamento della conoscenza e della derivata saggezza del pensiero russelliano sono da intendersi connesse alla ricerca della logica e della conoscenza in seno alla filosofia del linguaggio e nelle metriche stesse degli enunciati.
La filosofia analitica di Russell espande quindi la mera sensorialità umana e la stessa formulazione del pensiero apparente sicuro eliminando quello che è da ritenersi invero caduco poiché in derivazione da una filosofia incoerente e priva di significato; la soluzione logica del dubbio è pertanto strumento unico per raggiungere la chiarezza e la precisione del ragionamento, anche espositivo e richiede lo sforzo intellettivo personale avulso dal pigro sensoriale-deduttivo.
(Bertrand Russell,)

### Popper (1902-1994)

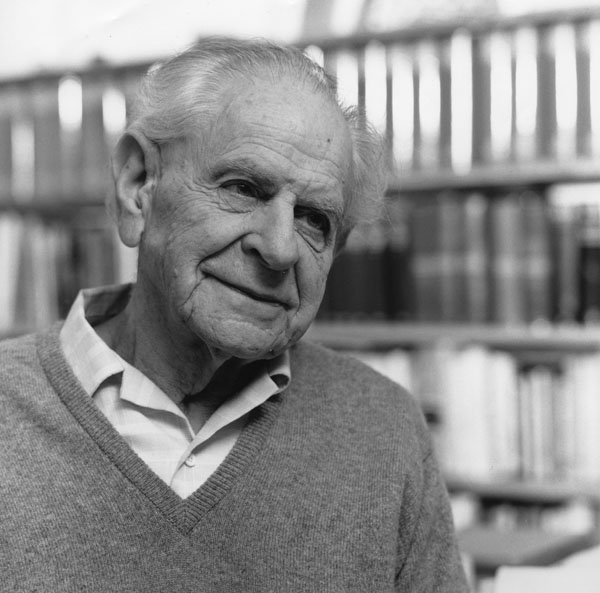
Sir Karl R. Popper (1902-1994); filosofo ed epistemologo austriaco.

Per Popper non esistono fonti della conoscenza che siano migliori o peggiori di altre. L'intuito, l'immaginazione, le idee preconcette, soprattutto quelle più ardite, sono anzi spesso all'origine di una teoria scientifica, perché nella scienza non basta "osservare": bisogna sapere anche che cosa osservare.
Il concetto di saggezza in Popper

è quindi rappresentato da una connessione tra conoscenza e azione

che deve comunque essere ripulita dal rumore che confonde l'osservatore intriso di etica, morale, e pregiudizi imperanti nel gruppo sociale che lo circonda, in quel tempo ed in quel luogo.

Popper per descrivere il proprio approccio filosofico alla scienza ha coniato l'espressione razionalismo critico che implica il rifiuto dell'empirismo logico, dell'induttivismo e del verificazionismo. Egli afferma che le teorie scientifiche sono proposizioni universali, espresse al modo indicativo della certezza, la cui verosimiglianza può essere controllata solo indirettamente a partire dalle loro conseguenze.
In Popper l'osservazione non è mai neutra, ma è sempre intrisa di teoria, al punto che risulta impossibile distinguere i "fatti" dalle "opinioni". Secondo Popper, seguace infatti della rivoluzione copernicana di Kant e della differenza che questi poneva tra fenomeno e noumeno, anche in ogni approccio presunto "empirico" la mente umana tende inconsciamente a sovrapporre i propri schemi mentali, con le proprie categorizzazioni, alla realtà osservata. Poiché non possediamo mai fatti, ma sempre solo opinioni, ne consegue il carattere meramente congetturale, e quindi fallibile, della scienza:
(Popper, Logica della scoperta scientifica, V, 30)
Ciò non vuol dire affatto che occorra rinunciare alla ricerca della verità oggettiva, perché, proprio grazie agli errori, abbiamo la possibilità di approssimarci idealmente a essa, attraverso un costante processo evolutivo di eliminazione del falso. La verità è da ammettere cioè come ideale regolativo che rende possibile l'azione dello scienziato e le dà un senso.
(Popper, Congetture e confutazioni, Il Mulino, Bologna 1972, p. 338)

## La saggezza per le religioni

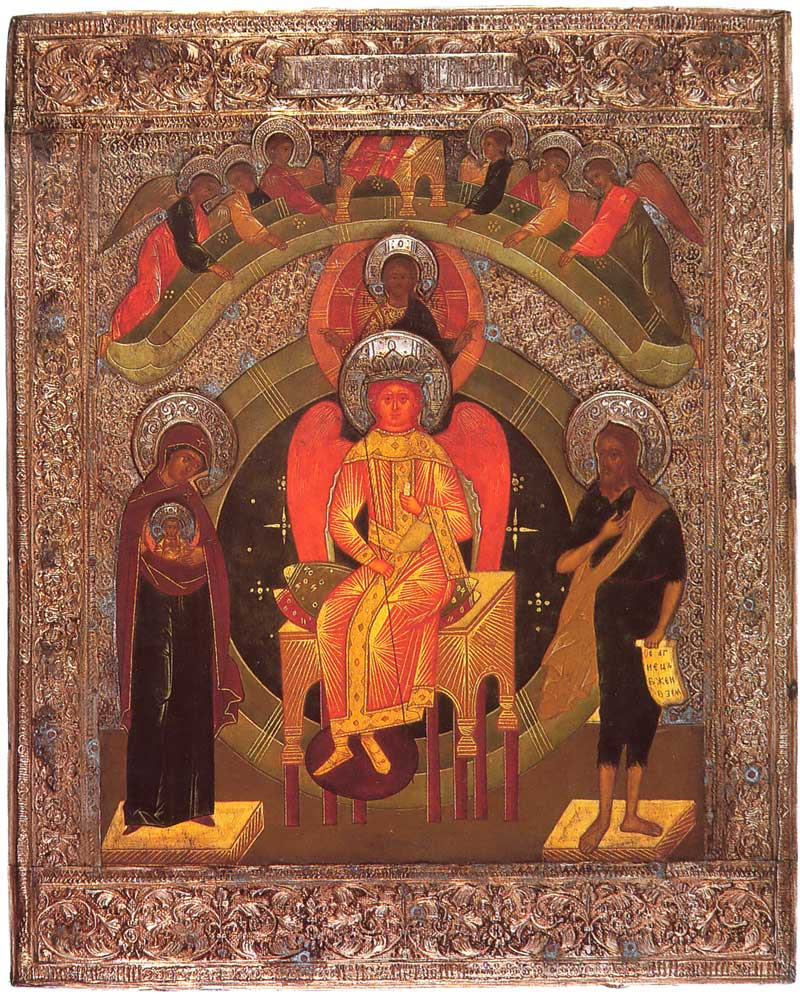
Icona Russa della Sacra Saggezza del XIX sec. - Museo di Storia delle Religioni - San Pietroburgo Russia.

### Ebraismo
Il libro ebraico dei Proverbi, contenuto nel Vecchio testamento, afferma che "L'inizio della saggezza è il timore di Dio". In ogni caso, l'intera Bibbia riconosce che la saggezza, ancorché dono di Dio, non può essere ottenuta senza una adeguata preparazione dell'uomo a riceverla.
(Proverbi 1:7)

### Cattolicesimo
La tradizione occidentale della chiesa tiene conto della "doppia elica" quella della cultura abramitica e di quella aristotelica. È presente anche la saggezza tra le quattro virtù aristoteliche: coraggio, temperanza, saggezza e giustizia che sono collegate alle tre virtù cristiane di fede, speranza e carità. Questi i tre cardini del fondatore della Chiesa cattolica: Agostino d'Ippona. S. Agostino inviterà l'uomo a entrare nella sua interiorità per scoprire la verità.
(Sant'Agostino, De patientia V, 4)

### Islamismo
Nel Corano, attraverso delle massime, si lodano coloro che raccomandano il bene e contrastano ciò che è proibito; nella cultura islamica sono diffuse le parole di insegnamento e di saggezza (Hikmah) che elogiano il comportamento onesto e moderato, e biasimano l'irriconoscenza e l'impazienza di chi dimentica la sottomissione a Dio. Si ritrovano in esso una grande varietà di approcci al tema morale.

### Buddismo
Il Buddhismo s'interessa di quegli aspetti dell'esistenza che sono osservabili invece dell'attaccamento a un credo. Tutto va verificato empiricamente. La verità è vissuta differentemente dalle persone. Ciò che veramente conta è la validità dell'esperienza, e se tale esperienza conduce a un modo di vivere più saggio e compassionevole.

### Induismo
Il pensiero e la saggezza indiana mostrano una profondità e una sottigliezza particolarmente efficace, infatti l'aspetto fondamentale è il suo carattere pratico e non ideale. Fin dal suo inizio, circa quattromila anni prima dell'avvento di Cristo, il pensiero dei saggi indiani era volto a risolvere i problemi fondamentali della vita. La loro saggezza infatti nasce proprio dal tentativo di rendere migliore la vita quotidiana.